# Heinrich VI. (HRR)

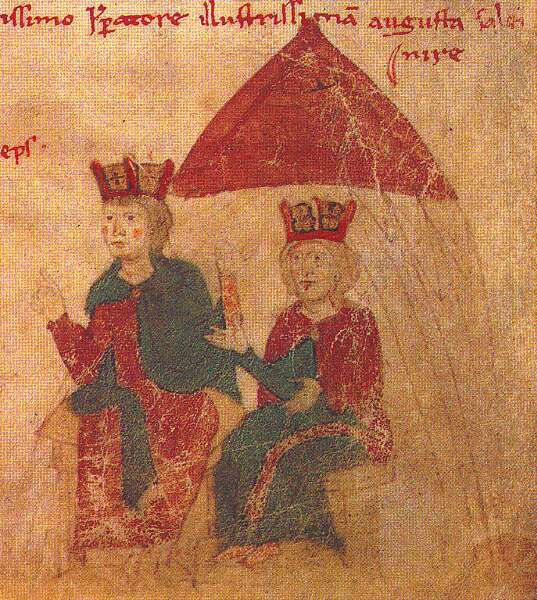
Heinrich VI. und Konstanze von Sizilien; Liber ad honorem Augusti des Petrus de Ebulo, 1196

Heinrich VI. aus dem Geschlecht der Staufer (* November 1165 in Nimwegen; † 28. September 1197 in Messina) war ab 1169, somit seit dem Alter von drei Jahren, nominell römisch-deutscher König, und ab 1191 Kaiser des Heiligen Römischen Reiches. Von 1194 bis zu seinem frühen Tod mit 31 Jahren war er de iure uxoris (aus dem Recht der Ehefrau, hier Konstanze von Sizilien) zugleich König von Sizilien.
Heinrich war der zweite Sohn von insgesamt elf Kindern aus der Verbindung Friedrich Barbarossas († 1190) mit Beatrix von Burgund. Er heiratete 1186 Konstanze, die als Tochter des Normannenkönigs Roger II. von Sizilien Tante und Erbin des Normannenkönigs Wilhelm II. war. In den letzten Lebensjahren seines Vaters wirkte Heinrich zunehmend eigenständig. Nach dem Tod seines Vaters war er in Konflikte mit dem Welfen Heinrich dem Löwen verwickelt. Erst 1194 gelang ein endgültiger Ausgleich mit den Welfen. In Sizilien wurde nach dem Tod Wilhelms II. unter Missachtung von Konstanzes Thronansprüchen Tankred von Lecce zum König erhoben. Der Versuch der Eroberung Siziliens auf einem Italienzug im Jahr 1191 scheiterte vor Neapel.
Einer Fürstenverschwörung, deren Anlass die Streitigkeiten um die Besetzung des Lütticher Bischofsstuhls war, konnte Heinrich erfolgreich mit der Gefangennahme des englischen Königs Richard Löwenherz begegnen. Gestützt auf eine immense Lösegeldzahlung und den Lehnseid Richards glückte Heinrich im Jahr 1194 die Eroberung Siziliens. In den Jahren 1195 und 1196 versuchte Heinrich, das Reich in eine Erbmonarchie umzuwandeln. Er scheiterte jedoch am Widerstand der Reichsfürsten. Auch die endgültige Vereinigung Siziliens mit dem Reich konnte Heinrich wegen der ablehnenden Haltung der Kurie nicht durchsetzen. Heinrich starb während der Vorbereitungen zu seinem Kreuzzug, dessen Ziel in Verbindung mit der Eroberung Jerusalems womöglich auch die Eroberung des Byzantinischen Reichs war.
Betonte die ältere Forschung noch Heinrichs machtpolitische Erfolge und stellte seine Herrschaft als den Höhepunkt der staufischen Herrschaftsgewalt dar, so gab es in jüngerer Zeit Zweifel, ob diese Sicht gerechtfertigt sei. Neben der Überforderung der machtpolitischen Möglichkeiten eines auf persönliche Präsenz des Herrschers angewiesenen Reisekönigtums, das mit dem Zugewinn Süditaliens und der Sicherung der Reichsrechte in Oberitalien den deutschen Raum nicht mehr vollständig kontrollieren konnte, wird auch auf den Rückzug der Reichsfürsten aus dem direkten Umfeld des Herrschers und ihre Ersetzung durch die Reichsministerialität verwiesen.

## Leben

### Als Kaisersohn (1165–1185)

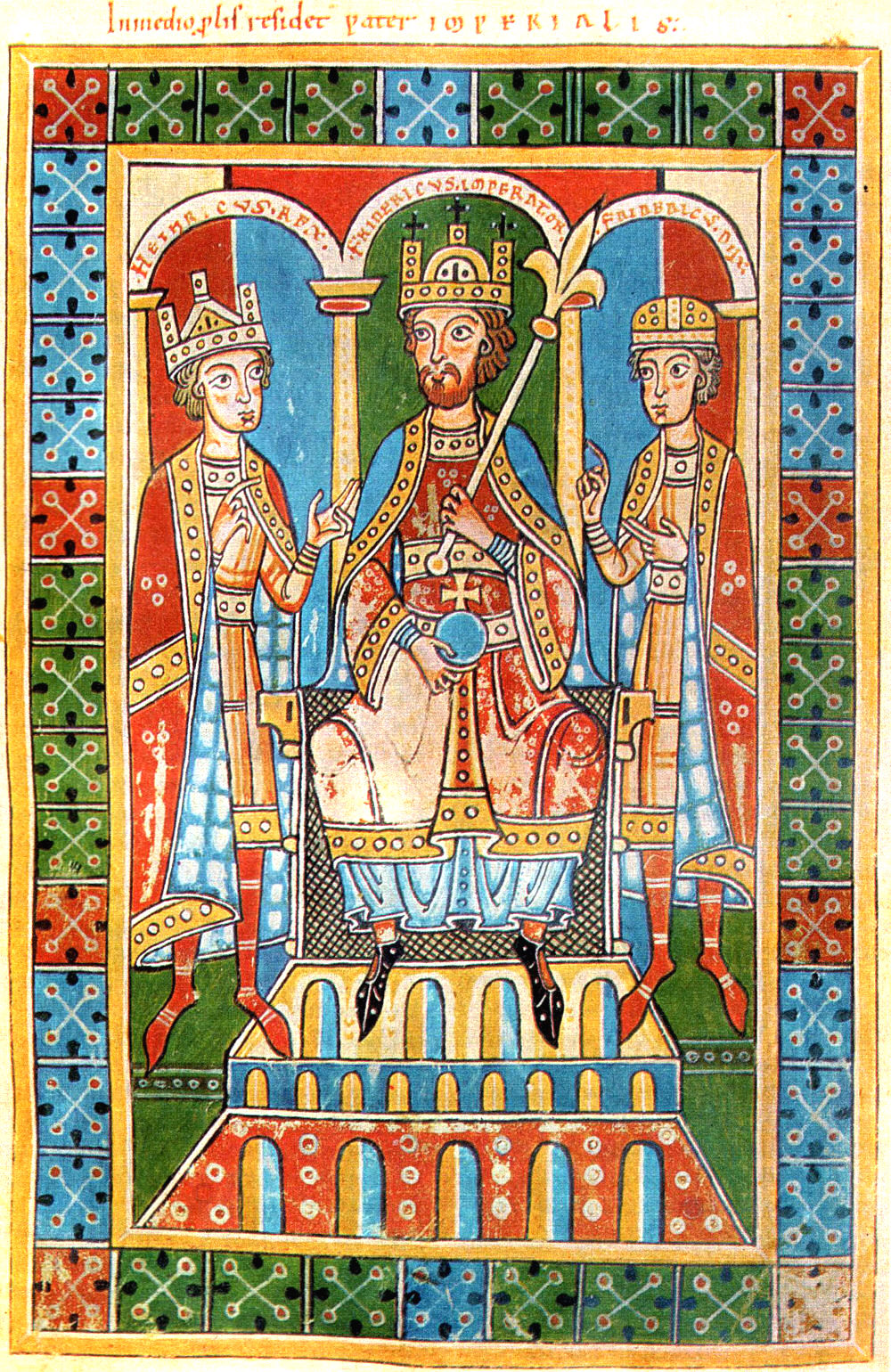
Der thronende Kaiser Friedrich Barbarossa mit Bügelkrone, Reichsapfel und Szepter zwischen seinen Söhnen Heinrich VI., der bereits die Königskrone trägt (links), und Friedrich von Schwaben mit Herzogshut; Miniatur aus der Historia Welforum. Fulda, Hessische Landesbibliothek, Cod. D. 11, fol. 14r.

Heinrich wurde im Herbst (vermutlich Oktober oder November) des Jahres 1165 in der Pfalz Nimwegen als zweiter Sohn von Kaiser Friedrich I. und Beatrix von Burgund geboren. Zu Pfingsten 1169 ließ Friedrich I. unter Umgehung seines erstgeborenen Sohnes Friedrich den zweitgeborenen Heinrich auf dem Hoftag in Bamberg durch einen Wahlakt zum römischen König bestimmen. Friedrichs Grund für das Betreiben der Wahl war wohl die Absicherung der Nachfolge, wobei der erstgeborene Sohn vermutlich wegen dessen schwächlicher Gesundheit übergangen wurde. Darüber hinaus scheinen von fürstlicher Seite keine Bedingungen für die Wahl gestellt worden zu sein. Allenfalls riefen die Verhandlungen mit der Kurie Hoffnungen auf die Beendigung des seit der doppelten Papstwahl 1160 bestehenden Schismas hervor. Friedrich erkannte Papst Alexander III. nicht an, während Heinrich dies später tat, um als Thronerbe wieder in Frieden mit dem Papst regieren zu können. Zudem scheint sich Friedrich die Erhebung Heinrichs zum Mitkaiser durch papsttreue Bischöfe gewünscht zu haben. Dieses Vorhaben scheiterte aber an den weitreichenden Forderungen des Kaisers. Heinrich wurde einige Zeit nach der Wahl am 15. August 1169 in Aachen zum König gekrönt.
Als erste politische Handlung Heinrichs taucht sein Name im Jahr 1173 als Zeuge in einer Urkunde auf. In den folgenden vier Jahren begleitete er seinen Vater auf dessen Italienzug. Zu dieser Zeit erhielt Heinrich wohl Unterricht vom Hofkaplan Gottfried von Viterbo. Chronisten berichten, dass Heinrich lesen und schreiben konnte und auch die lateinische Sprache beherrscht haben soll. Gottfried berichtet von einer Bibliothek Heinrichs in der Pfalz Hagenau und seinem Interesse für philosophische Studien.

Der König wird auch mit dem Minnesänger Kaiser Heinrich identifiziert, unter dessen Namen die Manessische Liederhandschrift sowie die Weingartner Liederhandschrift jeweils acht Minnesangstrophen überliefern. Eine endgültige Zuordnung dieser Strophen ist aber nicht möglich. In der Umgebung Heinrichs befanden sich auch Dichter wie Friedrich von Hausen, Bligger von Steinach und Bernger von Horheim.
Im Jahr 1178 kehrte Heinrich mit seinem Vater über Burgund nach Deutschland zurück. Ab dieser Zeit trug er zunehmend eigene politische Verantwortung. Während sein Vater den Bayern- und Sachsenherzog Heinrich den Löwen niederwarf, war Heinrich vornehmlich im Westen des Reichs tätig. So wirkte er im Jahr 1182 als Vermittler in einem Konflikt zwischen dem französischen König und dem Grafen von Flandern.
Auf dem Hoftag in Mainz empfingen Heinrich und sein Bruder am 21. Mai 1184 die Schwertleite.
Am 26. Juli desselben Jahres entging Heinrich knapp einem unrühmlichen Ende, als er beim Erfurter Latrinensturz nicht auf dem hölzernen Boden des Versammlungssaales, sondern in einer steinernen Fensternische saß und dadurch nicht mit in die Abtrittgrube stürzte. Heinrich befand sich damals auf einem Kriegszug nach Polen, um Großherzog Mieszko Hilfe gegen dessen Bruder Kasimir II. zuteilwerden zu lassen. Der Feldzug, auf dem es zu keinen großen militärischen Auseinandersetzungen kam, endete kurz darauf mit der Huldigung Kasimirs.
Spätestens 1184 begann Kaiser Friedrich mit Wilhelm II. von Sizilien, einem vormaligen Parteigänger des Papstes, über eine Verheiratung Heinrichs mit Wilhelms Tante Konstanze (1154–1198) zu verhandeln. Wilhelm war bis dahin kinderlos und hatte möglicherweise keine Erben mehr zu erwarten. Im Heiratsvertrag wurde daher das Erbrecht Konstanzes auf Sizilien betont. Die sizilianischen Adeligen verpflichteten sich zur Anerkennung von Konstanzes und Heinrichs Thronansprüchen. Im Oktober desselben Jahres versuchte Friedrich erneut erfolglos, die Kaiserkrönung seines Sohnes zu erreichen.

### Heinrich während der letzten Jahre Barbarossas (1185–1190)
Im Jahr 1185 bereitete Heinrich im Westen des Reichs einen Feldzug gegen Frankreich vor, um den Bündnispartner England zu unterstützen. Die Grafen von Hennegau und Flandern nahmen jedoch aus verschiedenen Gründen nicht am Feldzug teil, sodass mit Frankreich Frieden geschlossen wurde.
Bald darauf begab sich Heinrich nach Italien, wo er am 27. Januar 1186 in Mailand mit Konstanze vermählt wurde. Sie wurden anschließend zum König und zur Königin von Italien gekrönt. Zudem trug Heinrich ab diesem Zeitpunkt den Titel Caesar, womöglich in Anlehnung an die antike Herrschaftspraxis und die auch aus dem römischen Recht gespeiste Kaiseridee der Staufer. Die Vergabe des Titels an Heinrich ist wohl auch als Reaktion auf die abgelehnte Kaiserkrönung zu sehen.
Der kaiserliche Angriff auf Cremona führte zu einer Konfrontation mit Papst Urban III. Heinrich zog in die Toskana, wo sein von Markward von Annweiler befehligtes Heer bis zum Friedensschluss im August 1186 den Kirchenstaat verwüstete. Bis Ende 1187 war Heinrich mit den Reichsangelegenheiten in Italien befasst, bevor er nach Deutschland zurückkehrte.
Im März 1188 wohnte er dem Hoftag Jesu Christi in Mainz bei, auf dem der Kaiser seinen Willen zur Durchführung eines Kreuzzugs bekundete. Als Friedrich I. 1189 zum Dritten Kreuzzug aufbrach, übertrug er Heinrich die Regierung des Reiches. Gegen Ende des Jahres belehnte der König den Grafen Balduin von Hennegau mit der neu geschaffenen Markgrafschaft Namur. In der Fortsetzung der Politik seines Vaters versuchte Heinrich mit Balduin am Niederrhein ein Gegengewicht zu den Kölner Erzbischöfen und den Großen Flanderns zu schaffen. Heinrich vermittelte einen Ausgleich zwischen Balduin und Heinrich von Brabant. Der König trat ebenso in Verhandlungen mit der Kurie über seine Kaiserkrönung. Er sicherte dem Papst die Rückgabe aller von den Staufern okkupierten kirchlichen Besitzungen zu. Im Juni des folgenden Jahres starb Kaiser Friedrich während des Kreuzzuges im Fluss Saleph.
Bereits im Jahr 1189 kehrte Heinrich der Löwe, entgegen einer früheren Vereinbarung mit dem Kaiser, aus der Verbannung nach Deutschland zurück. Gestützt durch Erzbischof Hartwig von Bremen bekriegte er seine sächsischen Gegner. Im November 1189 zog König Heinrich gegen Heinrich den Löwen nach Sachsen. Die späte Jahreszeit zwang jedoch zum Abbruch des Feldzugs. Heinrich erfuhr zudem, dass in Sizilien Wilhelm II. verstorben war. Aufgrund von Unruhen und der Fürsprache des sizilianischen Vizekanzlers Matheus von Salerno wurde Tankred von Lecce von einer Mehrheit der Barone zum König erhoben. Hierdurch wurde Heinrichs und Konstanzes Erbrecht außer Acht gelassen. Nach seiner Krönung nahm Tankred Verbindung zur Kurie auf. Tankreds Krönung soll mit dem Wohlwollen des Papstes stattgefunden haben. In den nun ausbrechenden Feindseligkeiten zwischen den Anhängern Tankreds und den stauferfreundlichen Kräften in Apulien unter Führung des Grafen Roger von Andria sandte Heinrich seinen Marschall Heinrich Testa zur Unterstützung Rogers nach Italien.
Im folgenden Jahr erlitt Heinrich der Löwe militärische Rückschläge, als seine Anhänger von Adolf I. von Dassel geschlagen wurden. Mitte Juli kam in Fulda ein Friedensschluss zustande: Der Löwe erhielt die Hälfte der Reichseinkünfte in Lübeck, dafür musste er die Befestigungen Lüneburgs und Braunschweigs schleifen sowie seinen Sohn Heinrich von Braunschweig mit dem Heer des Königs nach Italien ziehen lassen.

### Kaiserkrönung und Feldzug gegen das Königreich Sizilien (1190–1191)

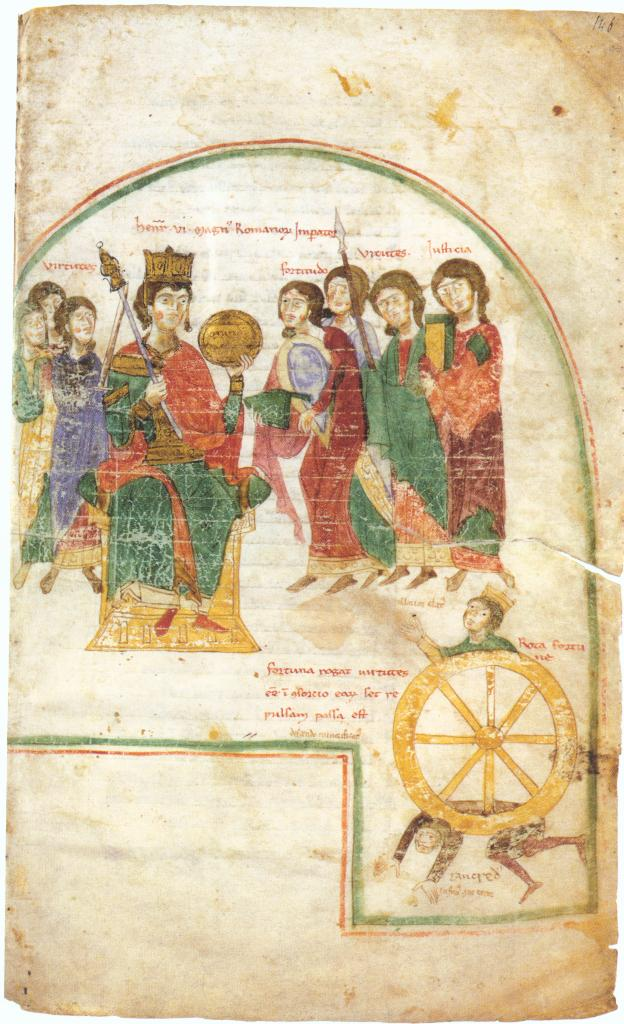
Heinrich thronend zwischen sieben Tugenden und im Triumph über Tankred, der unter dem Wagen der Fortuna liegt. Petrus von Eboli, Liber ad honorem Augusti, Burgerbibliothek Bern, Codex 120. II, fol. 146r.

In Augsburg ließ Heinrich seinen Italienzug vorbereiten. Dort erfuhr er wohl auch vom Tod seines Vaters auf dem Kreuzzug. Während das Heer des Königs nach Italien marschierte, reiste Heinrich nach Thüringen. Landgraf Ludwig III. war im Oktober auf dem Kreuzzug verstorben und sein Bruder Hermann verlangte die Belehnung mit der Landgrafschaft. Heinrich dachte jedoch zunächst daran, Thüringen einzubehalten, gab sein Vorhaben aber nach Zugeständnissen Hermanns auf. Der König erhielt als Gegenleistung für die Belehnung mit der Landgrafschaft Thüringen zwei nicht näher bekannte Städte und eine provincia, wohl eine Herrschaft. Zu Beginn des folgenden Jahres folgte er seinem Heer nach Italien. Dort war Heinrichs Ziel, neben der Krönung zum Kaiser auch die Eroberung des Königreichs Sizilien zu erreichen.
Im Januar 1191 verhandelte Heinrich VI. in Lodi mit Eleonore von Aquitanien, der Witwe Heinrichs II. von England. Eleonore versuchte die seit 1169 bestehende Verlobung zwischen ihrem Sohn Richard Löwenherz und einer Halbschwester Philipp Augusts von Frankreich aufzulösen. Heinrich VI. war ebenfalls am Ende des Verlöbnisses interessiert, weil Richard sich als Unterstützer Tankreds in Messina aufhielt. Er rechnete damit, dass sich das Verhältnis zwischen England und Frankreich nach dem Lösen der Verlobung verschlechtern und Richard zum Rückzug aus Messina gezwungen würde. Damit wäre Tankred isoliert gewesen. Im Gegenzug sicherte er Eleonore zu, dass er sich nicht in die Auseinandersetzungen des mit ihm verbündeten französischen Königs mit England einschalten würde. Kurz darauf reiste sie nach Rom weiter und erreichte dort die Auflösung der Ehe von Heinrichs VI. Bruder Konrad von Rothenburg mit Berenguela von Kastilien. Mit diesem Zug Eleonores hatten die Staufer ihre Verbindung zur iberischen Halbinsel verloren und waren so weit isoliert, dass ihnen Frankreich als einziger Verbündeter blieb, dessen Ausgleichsversuche mit England Eleonore ebenfalls vereitelt hatte.
In der Lombardei bemühte sich Heinrich um Bündnispartner unter den Städten Oberitaliens, wobei er eine Bevorzugung Mailands zu vermeiden suchte. Heinrich verhandelte außerdem mit Pisa und Genua über Flottenhilfe gegen Sizilien. Im April begannen Verhandlungen mit Papst Coelestin III. über die Kaiserkrönung. Heinrich musste die verbündete Stadt Tusculum an die Römer abgeben, welche die Rivalin vollständig niederrissen. Die Übergabe des verbündeten Tusculums wurde von den Zeitgenossen als ehrloses Verhalten angesehen. Am Ostermontag, dem 15. April, wurde Heinrich von Coelestin III. zum Kaiser gekrönt. Hierbei soll der Kaiser vom Papst die Investitur mit dem Imperium verlangt haben. Der spätere Papst Innozenz III., möglicherweise bei der Krönung anwesend, berichtete, Heinrich habe von Coelestin nach der Krönung gefordert, durch den Reichsapfel mit dem Imperium (de imperio per pallam auream) investiert zu werden (petiit investiri). Innozenz schloss daraus auf Vorrechte des Papstes gegenüber dem Kaiser.

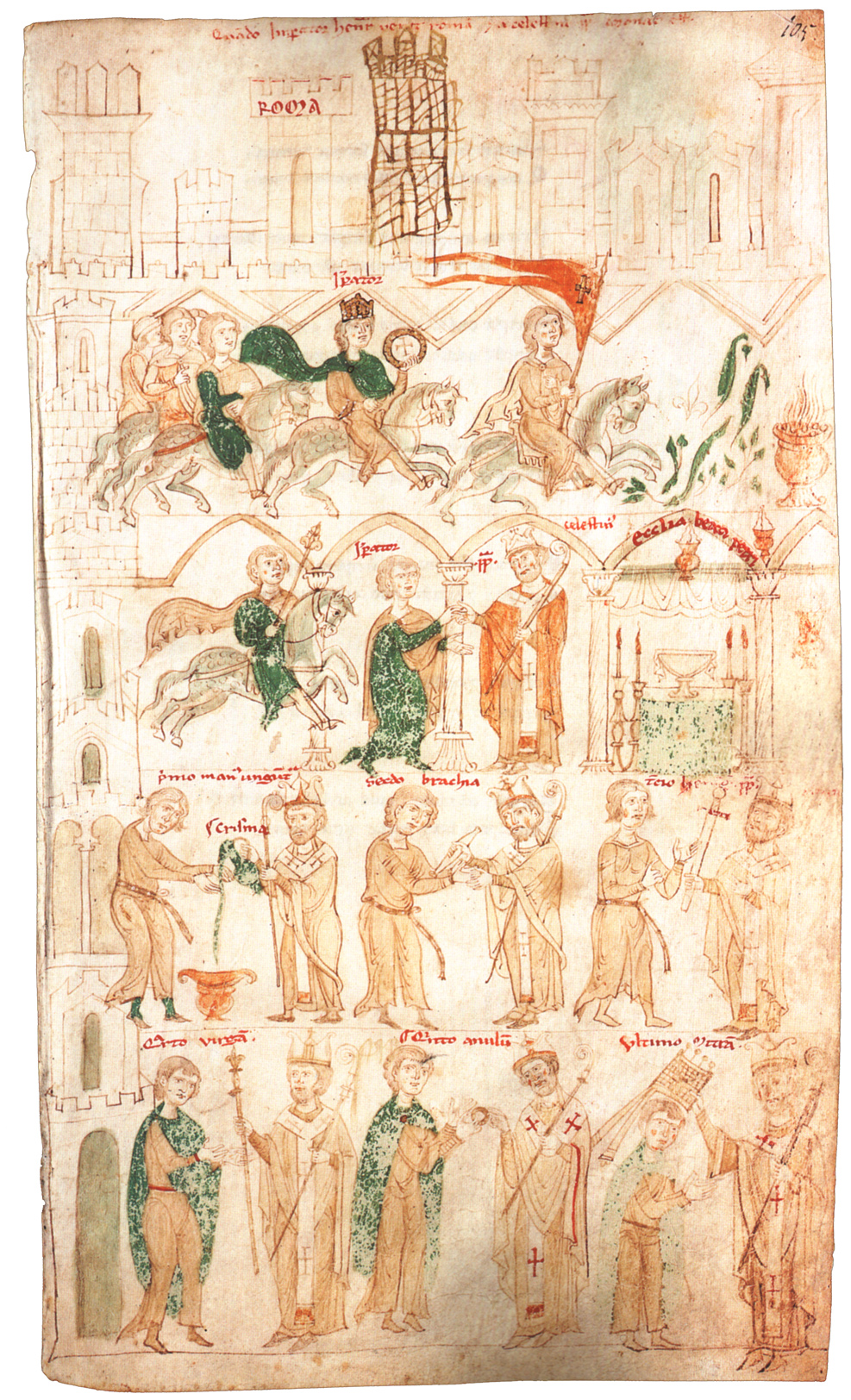
Die Kaiserkrönung Heinrichs VI. durch Coelestin III. in einer Abbildung aus dem Liber ad honorem Augusti des Petrus de Ebulo, 1196, Bern, Burgerbibliothek

Nach der Kaiserkrönung zog das Heer Heinrichs nach Apulien, wo im Jahr zuvor der staufertreue Graf von Andria besiegt worden war. Im Mai begann die Belagerung Neapels. Im Hochsommer brach unter den Belagerern eine Seuche aus, an der ein Großteil des Heeres sowie viele hohe Persönlichkeiten starben. Auch der Kaiser erkrankte. Da zudem der sizilianische Admiral Margaritus die pisanische und bald auch die Genueser Flotte vertrieb, brach man die Belagerung Ende August ab. Einen weiteren Schicksalsschlag erfuhr Heinrich, als Konstanze, die sich während der Kämpfe vor Neapel in Salerno aufgehalten hatte, gefangen gesetzt und nach Palermo gebracht wurde. In Oberitalien nahm der Kaiser noch bis Ende des Jahres die Reichsangelegenheiten wahr und schloss ein Bündnis mit Philipp II. von Frankreich gegen Richard Löwenherz. Tankred nutzte den Rückzug Heinrichs, um sich auch in den Festlandsgebieten des Normannenreiches durchzusetzen.

### Die Fürstenopposition gegen Heinrich (1192)
In Deutschland hatte sich Heinrich der Löwe keineswegs bemüht, die im Frieden von Fulda getroffenen Vereinbarungen in die Tat umzusetzen. Vielmehr begannen erneut kriegerische Auseinandersetzungen zwischen ihm und seinen sächsischen Gegnern, den Askaniern und den Schauenburgern. Heinrichs Sohn Heinrich von Braunschweig hatte vor Neapel das Heer des Kaisers verlassen. Während die übrigen Quellen (z. B. die Steterburger Annalen) das Entweichen Heinrichs von Braunschweig aus dem Gefolge des Kaisers für die Zeit der Belagerung von Neapel ansetzen, gibt Arnold von Lübeck an, Heinrich von Braunschweig habe den Kaiser zu Anfang des Feldzugs gegen Sizilien in Unteritalien verlassen. Heinrich von Braunschweig reiste daraufhin nach Rom, wo er und sein Vater vom Papst das Privileg erhielten, nur von ihm oder einem seiner Legaten exkommuniziert zu werden. Die Reichsversammlung in Worms an Pfingsten 1192 ächtete ihn wegen seines Verhaltens in Süditalien. Der Kaiser scheint jedoch eher an einer friedlichen Lösung des Konflikts interessiert gewesen zu sein, da er die antiwelfischen Kräfte in Sachsen nicht unterstützte. Da auch Erzbischof Wichmann von Magdeburg, der führende Anhänger der Staufer in Norddeutschland, verstarb, schlossen diese einen Waffenstillstand mit Heinrich dem Löwen, der auf Bitte des Kaisers verlängert wurde.
Kaiser Heinrich erbte durch den Tod Welfs VI. dessen Besitzungen in Schwaben, womit er die staufische Hausmacht in diesem Gebiet stärken konnte.
Im September 1192 begab sich Heinrich nach Lüttich, um die Stellung des dort von ihm als Bischof eingesetzten Lothar von Hochstaden zu sichern. Der Kaiser hatte Lothar im Frühjahr auf dem Hoftag zu Worms gegen den Kandidaten Heinrichs I. von Brabant, dessen Bruder Albert von Löwen, durchgesetzt. Albert empfing daraufhin mit päpstlicher Bestätigung die Bischofsweihe in Reims und schickte sich an, den Lütticher Bischofsstuhl mit Unterstützung seines Bruders für sich zu gewinnen. Der Kaiser ging militärisch gegen Lothars Opponenten vor und konnte Heinrich von Brabant schnell zu einem Friedensschluss zwingen.
Im Oktober widmete sich Heinrich der Absetzung des Bremer Bischofs Hartwig, eines Parteigängers Heinrich des Löwen. Im Osten des Reichs vermittelte er einen Frieden zwischen dem Landgrafen Hermann von Thüringen und dem Markgrafen Albrecht von Meißen. Zu dieser Zeit wurde Albert von Löwen von deutschen Rittern erschlagen. Heinrich von Brabant lastete den Mord an seinem Bruder dem Kaiser an. Diese Vorkommnisse schufen ein neues Konfliktpotenzial mit dem Adel im Westen Deutschlands. Mit der von ihm propagierten Nachfolge hatte Heinrich VI. versucht, den kaiserskeptischen Adel in dieser Region unter seine Kontrolle zu bringen. Gerade dieser Versuch führte aber zu neuem Widerstand unter der Führung des Kölner Erzbischofs Bruno. Der Opposition schlossen sich die Herzöge von Brabant und Limburg an. Es soll sogar die Erhebung des Brabanters zum Gegenkönig in Betracht gezogen worden sein. Außerdem bestanden Kontakte zum Mainzer Erzbischof Konrad, den Thüringer Landgrafen, dem Meißner Markgrafen, dem Herzog von Böhmen, den Königshäusern von Dänemark und England sowie dem Welfen Heinrich dem Löwen. Die Kurie war wegen der Besetzung des Lütticher Bischofsstuhls mit Lothar von Hochstaden verärgert und die Zähringer stellten am Oberrhein eine Gefahr für den staufischen Herrschaftsbereich dar.

### Gefangennahme von Richard Löwenherz (1192–1194)

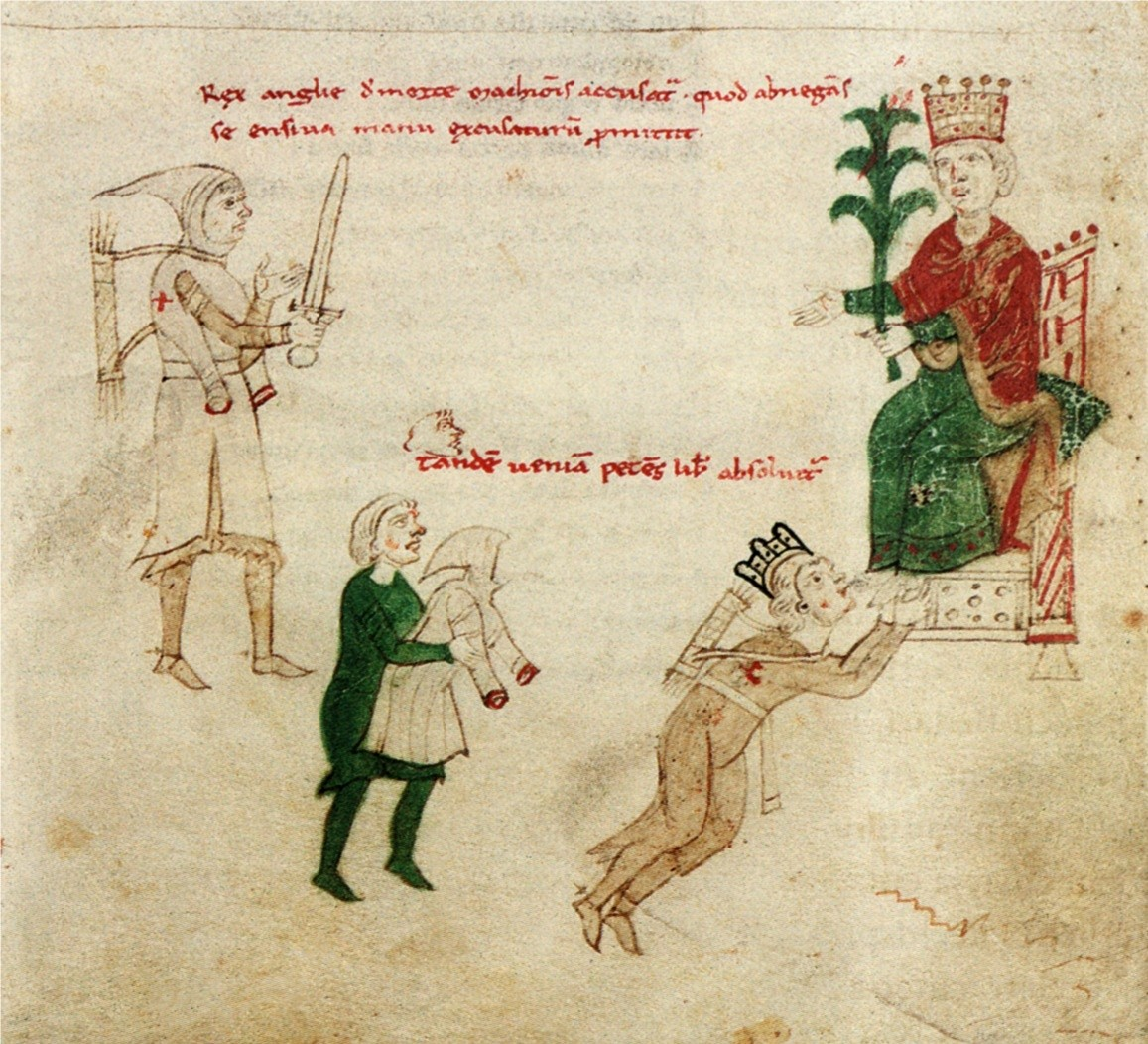
Richard Löwenherz küsst die Füße Heinrichs VI. (aus Liber ad honorem Augusti des Petrus de Ebulo, 1196)

In die Zeit der Bedrohung von Heinrichs Herrschaft durch die Fürstenopposition fällt die Gefangennahme Richards I. „Löwenherz“ auf der Rückreise vom Kreuzzug. Richard war in Aquileja schiffbrüchig geworden und ging in der Grafschaft Görz an Land. Im Dezember 1192 ließ ihn der Babenberger Leopold V. von Österreich gefangen nehmen und zunächst auf der Burg Dürnstein festhalten. Die Gefangennahme hatte Heinrich zuvor in Mailand mit dem französischen König Philipp August verabredet und war seine Reaktion auf das militärische Bündnis, das Richard mit Tankred von Lecce im Herbst 1190 geschlossen hatte. Kreuzzugsheimkehrer standen unter besonderem Schutz der Kirche. Deshalb ging sie auch mit der Exkommunikation gegen Leopold vor. Der Gefangene wurde im März 1193 in Speyer zunächst an Heinrich selbst übergeben, der ihn unter anderem auch auf der Burg Trifels in der Pfalz inhaftieren ließ.
Im Frühjahr 1193 stellte der Kaiser eine Lösegeldforderung an Richard. Dieser sollte 100.000 Mark, die zur Hälfte an Leopold gehen sollten, bezahlen. Offiziell wurde das Geld als Mitgift für Richards Nichte, die einen der Söhne Leopolds heiraten sollte, deklariert. Weiterhin sollte Richard mit einem von ihm gestellten Heer an einem Feldzug gegen seinen einstigen Verbündeten Tankred teilnehmen. Für seine Freilassung hatte Richard Geiseln zu stellen.
Die Inhaftierung ihres Verbündeten Richard bedeutete eine schwere Niederlage für die Fürstenopposition. Da Heinrich sogar drohte, Richard an den französischen König auszuliefern, musste dieser den Fürsten im Juni 1193 die Aufnahme von Verhandlungen mit dem Kaiser nahelegen. Heinrich VI. distanzierte sich vom Mord an Albert von Löwen und ließ die Mörder verbannen. Die Herzöge von Brabant und Limburg sollten fortan in den Bischofswahlen in Lüttich ihre Kandidaten unterstützen dürfen. Der Kölner Erzbischof Bruno III. wurde mit einer Garantie seiner Herrschaftsrechte ausgestattet. Der ebenfalls zur Fürstenopposition gehörende Herzog von Böhmen wurde durch einen Angriff des Bischofs von Prag ausgeschaltet.
Obwohl sowohl Philipp August als auch Richards Bruder Johann Ohneland, der in England regierte, die Zahlung eines Lösegeldes anboten, wenn der König noch länger in Gefangenschaft bliebe, einigte sich Heinrich mit Richard in zwei Reichsversammlungen, zunächst im März 1193 in Speyer, dann Ende Juni in Worms, über dessen Freilassung. In Speyer kam es zu einer rituellen Aussöhnung zwischen dem Kaiser und dem englischen König. Dort beschuldigte Heinrich Richard einer Reihe von Verbrechen. Richard erklärte sich bereit, alle ihm zur Last gelegten Vorwürfe zu entkräften, beugte dann aber doch die Knie vor dem Kaiser. Dieser stieg vom Thron herab und gab ihm den Friedenskuss. In Worms schlossen dann beide Seiten einen Vertrag über die Bedingungen zur Freilassung Richards. Als Philipp II. August daraufhin sein Angebot an Heinrich VI. erhöhte, um Richard in die eigenen Hände zu bekommen, gestand Richard zu, England vom Kaiser als Lehen zu empfangen und über die vereinbarte Summe von 100.000 Mark hinaus weitere 50.000 Pfund zu zahlen. Damit erkannte Richard für das Königreich England die Oberhoheit des Kaisers an. Von Philipp und Johann forderte Heinrich daraufhin unter Androhung militärischer Gewalt die Rückgabe aller Besitzungen, die Richard während seiner Gefangenschaft abgenommen worden waren. Diese Lösung hatte für Heinrich den Vorteil, dass er Richard als Vasallen gewonnen hatte, also nicht mehr allein auf Frankreich angewiesen war. Gleichzeitig kämpfte Richard aber als unabhängiger englischer König weiter gegen Frankreich, wodurch auch Philipp II. August auf Heinrich als Verbündeten angewiesen war. Der Kaiser manövrierte sich damit geschickt in eine Vermittlerposition zwischen England und Frankreich.
Im Februar 1194 wurde der Konflikt mit den Welfen durch die Eheschließung von Heinrichs des Löwen gleichnamigem Sohn mit Agnes von Staufen, der Erbin des rheinischen Pfalzgrafen Konrad von Staufen, endgültig beigelegt. Dieses Ereignis bedeutete einen großen Erfolg der Welfen im westdeutschen Raum, da sie den territorialen Gewinn dadurch festschrieben, dass sie die Pfalzgrafenwürde von einem kaiserlichen Amt in eine Territorialherrschaft umwandelten. Im März schloss Heinrich VI. dann auch mit Heinrich dem Löwen offiziell Frieden.

### Die Eroberung des Königreichs Sizilien (1194–1195)
Während Heinrich in Deutschland die Fürstenopposition bekämpfen musste, setzten sich die Auseinandersetzungen in Italien fort. Nach Heinrichs Niederlage vor Neapel eroberte Tankreds Schwager, Graf Richard von Acerra, den Großteil Apuliens zurück. Im Frühjahr 1192 führten Verhandlungen mit dem Papst zur Freilassung von Konstanze. Eine Anerkennung von Tankreds Königtum lehnte Heinrich aber weiterhin ab. Tankred gelang es allerdings, unter der Bedingung, dass er die Lehnsherrschaft des Papstes über Sizilien anerkannte, von Coelestin III. eine Bestätigung seines Königtums zu erhalten. Im Sommer 1192 schloss Heinrich ein Bündnis mit wichtigen oberitalienischen Städten und dem Markgrafen von Montferrat, um den Frieden in der Lombardei für den geplanten Feldzug gegen Sizilien aufrechtzuerhalten. In Tuszien wurde Konrad von Lützelhardt die Reichsverwaltung übertragen.
Im Februar 1194 starb König Tankred. Sein minderjähriger Sohn Wilhelm III. wurde als Nachfolger eingesetzt. Die Regentschaft führte seine Mutter Sibylle.
Der Kaiser begann im Mai 1194, finanziert mit dem Lösegeld für Richard Löwenherz, einen neuen Feldzug gegen Sizilien. In der Lombardei feierte er das Pfingstfest in Mailand und versicherte sich in den nächsten Monaten der Flottenhilfe Genuas und Pisas. Im August öffnete Neapel dem Kaiser kampflos die Tore. Salerno, das im Jahr 1191 die Kaiserin an Tankred ausgeliefert hatte, wurde im September vollständig niedergebrannt. Am 20. November zog Heinrich in Palermo ein und wurde im dortigen Dom am 25. Dezember zum König von Sizilien gekrönt. Einen Tag später brachte Konstanze in Jesi bei Ancona das einzige Kind Heinrichs VI. zur Welt, den späteren Kaiser Friedrich II.
Wenige Zeit darauf ließ der Kaiser führende normannische Adelige unter dem Vorwand einer Verschwörung gegen ihn inhaftieren.
Der normannische Königsschatz wurde nach Deutschland gebracht, ebenso die Königsfamilie, die beschuldigt wurde, Mitwisser der Verschwörung gewesen zu sein.
Auf einem Reichstag in Bari im März 1195 versuchte Heinrich VI. die Erfolge des Vorjahres politisch umzusetzen: Seine Frau Konstanze sollte zur Regentin Siziliens werden, allerdings neben dem kaisertreuen Statthalter Konrad von Urslingen, einem Edelfreien. Kanzler von Sizilien wurde Walter von Pagliara. Auch in andere normannische Verwaltungsämter wurden Ministeriale eingesetzt. Markward von Annweiler wurde für seine Verdienste zum Herzog von Ravenna, Grafen von Romagna und Markgrafen von Ancona erhoben. Heinrichs Bruder Philipp wurden das Herzogtum Toskana und die Mathildischen Güter übertragen. Dieses Vorgehen sollte Sizilien mit Oberitalien verbinden und das Normannenreich unlösbar in den Reichsverbund einschließen. Darüber hinaus scheint es Heinrichs Absicht gewesen zu sein, das reiche und mit modernen Verwaltungsstrukturen versehene Sizilien als ein Zentrum des Reiches und der staufischen Hausmacht aufzubauen.

### Der Kreuzzugsplan (1195)

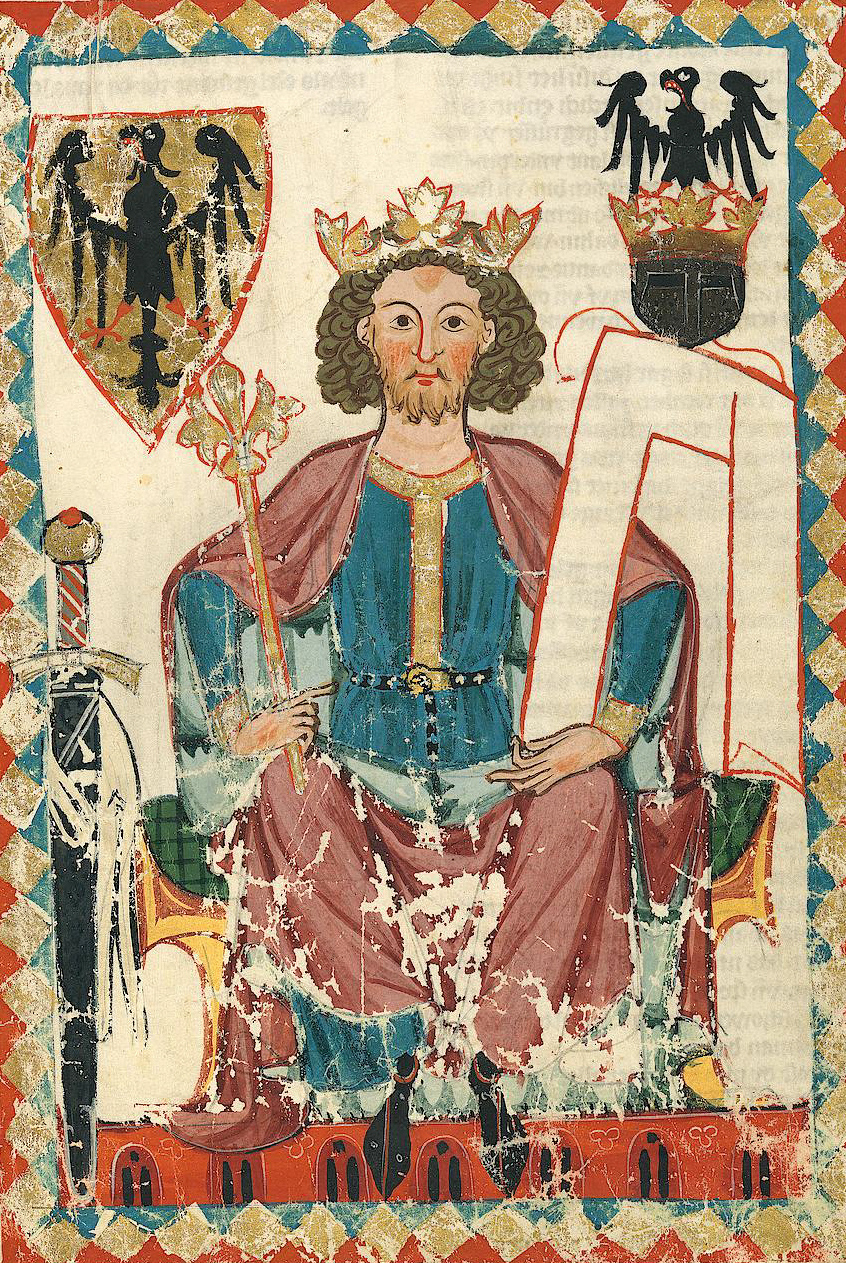
Große Heidelberger Liederhandschrift (Heidelberg, Universitätsbibliothek, Cod. Pal. germ. 848, fol. 6r: Abbildung Kaiser Heinrichs VI. im Codex Manesse, um 1300)

Auf dem Hoftag von Bari gelobte Heinrich der Kurie, einen Kreuzzug durchzuführen. Damit verfolgte er mehrere Ziele. So sollte der Kreuzzug Papst Coelestin III. dazu bewegen, der Vereinigung Siziliens mit dem Reich (unio regni ad imperium) zuzustimmen und die von ihm über Sizilien beanspruchte Lehnshoheit aufzugeben. Heinrich versprach der Kurie, 1.500 Ritter und dieselbe Anzahl an Fußsoldaten für ein Jahr dem Kreuzzugsunternehmen zukommen zu lassen. Weitere Gespräche mit Kardinälen in Ascoli brachten jedoch keinen Fortschritt für die kaiserliche Seite.
Die zentrale ideengeschichtliche Rolle haben wohl eschatologische Vorstellungen gespielt. Dieser Auffassung zufolge verstand Heinrich sich oder zumindest einen zu erwartenden Nachfolger aus seinem Haus als den Friedenskaiser, den letzten Kaiser vor dem Jüngsten Gericht. Vorstellungen seiner Zeit zufolge sollte dieser Endkaiser den Osten und Westen vereinigen, die Juden zum Christentum bekehren und die Heiden im Heiligen Land besiegen. Mit der Eroberung Jerusalems und der Niederlegung von Krone und Zepter auf dem Hügel Golgatha würde der Endkaiser danach das Jüngste Gericht einleiten. Als Ziel Heinrichs wird dementsprechend nicht der Erwerb möglichst vieler Territorien angesehen, sondern die mit der Inbesitznahme Jerusalems verbundene Erhöhung der Würde des Kaisergeschlechts der Staufer. Die christlichen Kaiser des Mittelalters verstanden sich in der Nachfolge der antiken römischen Kaiser als rechtmäßige Oberherrn der gesamten Christenheit, ohne hierfür freilich eine reelle Machtgrundlage zu besitzen. Jedoch bot die Kaiserkrone den nötigen ideellen Hintergrund, um gegebenenfalls die formale Lehnshoheit über ein anderes Reich auszuüben.
In der Forschung ist umstritten, ob sich Heinrichs Expansionsabsichten auch gegen das Byzantinische Reich richteten. 1194 hatten Gesandte des byzantinischen Vasallen Leo II. von Kleinarmenien vom Kaiser die Königskrone für Leo und die Belehnung mit einem Teil Syriens erlangt. 1196 empfing auch Amalrich von Zypern sein Reich als Lehen vom Kaiser.
Im Frühjahr 1195 forderten Gesandte des Kaisers in Byzanz einen Streifen von Durazzo bis Thessaloniki, der früher Wilhelm II. gehört hatte. Dies wird von Claudia Naumann als Wiederaufnahme der normannischen Politik gegenüber Byzanz gewertet. Bald darauf wurde der byzantinische Herrscher Isaak durch seinen Bruder Alexios III. gestürzt. Ende 1195 forderte eine zweite Gesandtschaft Heinrichs vom neuen byzantinischen Kaiser die Unterstützung des Kreuzzuges durch Flottenhilfe und die jährliche Zahlung von 5.000 Pfund Gold. Bei Nichterfüllung drohte Heinrich mit dem Angriff auf Byzanz. In weiteren Verhandlungen wurde die Summe auf 1.600 Pfund heruntergehandelt. Dies wird durch den Bericht des byzantinischen Geschichtsschreibers Niketas Choniates bestätigt Naumann sieht somit die Angriffsdrohung des Kaisers als Mittel zur Erreichung von byzantinischer Hilfe zur Durchführung des Kreuzzugs.
Demgegenüber wird der Sturz Isaaks II. durch seinen Bruder Alexios III. als Möglichkeit für Heinrich gewertet, Anspruch auf ganz Byzanz zu erheben. Angeführt wird, dass Heinrichs Bruder Philipp die verwitwete Schwiegertochter Tankreds, eine Tochter Isaaks, heiratete. Dadurch habe Heinrich VI. sich zum Verteidiger der Rechte des gestürzten Kaisers machen können. Mit der Unterstützung der Reiche Zypern und Kleinarmenien hätte Heinrich so das östliche Mittelmeer unter seine Herrschaft bringen können, was womöglich in einer Eroberung des byzantinischen Reichs gegipfelt hätte.
Eine weitere Stütze in der Beherrschung des Mittelmeerraums bildete die Gewinnung der alten normannischen Besitzungen in Nordafrika. Der Kalif von Tripolis und Tunis willigte angesichts der Forderungen Heinrichs und der innermuslimischen Bedrohung durch die Almohaden in Tributzahlungen ein.
Allerdings lief der Waffenstillstand zwischen Pisa, Heinrichs wichtigstem Verbündetem auf See, und Venedig im November 1195 aus. Die Pisaner drangen in die Adria ein, bemächtigten sich Polas und bedrohten damit Venedigs Machtstellung in der Adria, doch mussten sie im März 1196 eine schwere Niederlage hinnehmen. In Venedig sah man in Heinrich zudem einen Fortsetzer der normannischen Politik, auf beiden Seiten der Adria Stützpunkte zu gewinnen, was die Stadt im Interesse ihres freien Handels mit dem östlichen Mittelmeerraum stets zu verhindern suchte. Heinrich privilegierte am 23. August 1196 das bedeutende venezianische Kloster Santi Ilario e Benedetto und konnte erreichen, dass die beiden Seemächte am 1. September 1196 einen für Pisa glimpflichen Frieden abschlossen. Der Kaiser bestätigte Venedig am 6. Juni 1197 alle von seinen Vorgängern zugestandenen Vorrechte im Reich, insbesondere die seines Vaters.

### Der Erbreichsplan (1195–1196)
Im Sommer des Jahres 1195 kehrte Heinrich nach Deutschland zurück, um Unterstützung für den Kreuzzug zu erhalten und die Nachfolge für den Fall seines Todes auf dem Kreuzzug nach seinen Wünschen zu regeln. Vorerst musste er sich aber mit den Verhältnissen in der Markgrafschaft Meißen befassen. Dort schwelte seit der Zeit seiner Thronbesteigung die Fehde zwischen den Brüdern Albrecht und Dietrich. Albrecht bedrohte das der Mark benachbarte Pleißenland, das im Besitz der Staufer war. Durch den Tod Albrechts im Juni 1195 bot sich für Heinrich die Möglichkeit, die Stellung der Wettiner zu schwächen. Er verweigerte Dietrich die Belehnung mit der Markgrafschaft Meißen und behielt sie ein.
Im Oktober 1195 kam es auf dem Hoftag zu Gelnhausen zur Einigung zwischen dem in sein Erzbistum zurückgekehrten Hartwig von Bremen und dem Kaiser. Gegen Zugeständnisse in territorialer und materieller Hinsicht erhielt Hartwig die Erlaubnis, den Bischofsstuhl von Bremen wieder einzunehmen. In Gelnhausen schlossen sich dem Kaiser zahlreiche sächsische und thüringische Adelige als Begleitung auf dem Kreuzzug an. Im Dezember fand der Kreuzzugsaufruf des Kaisers auf der Reichsversammlung in Worms große Resonanz. Den Aufbruch zum Kreuzzug legte er auf das nächste Weihnachtsfest. Gleichzeitig designierte Heinrich seinen Sohn Friedrich zu seinem Nachfolger als deutscher König. Mit dem Versprechen der öffentlichen Kreuznahme gegenüber den Fürsten wollte er die Wahl Friedrichs sichern; dies scheiterte aber am Widerstand des Kölner Erzbischofs Adolf.
Der Wunsch der Fürsten war die Möglichkeit einer Vererbung ihrer Lehen auch an illegitime Kinder und in weiblicher Linie. Daraufhin scheint um die Jahreswende 1195/96 in Heinrichs Umgebung, möglicherweise in der Pfalz Hagenau, der sogenannte Erbreichsplan entwickelt worden zu sein. Es wird vermutet, dass der päpstliche Legat während der Gespräche anwesend war. Im März 1196 schlug Heinrich den Fürsten in Mainz vor, das Reich zu einem Erbreich zu machen. Die Fürsten mussten diesem Vorhaben naturgemäß reserviert gegenüberstehen, da hierdurch ihr Recht zur Königswahl verloren gegangen wäre. Nach Drohungen Heinrichs stimmten die Fürsten dem Erbreichsplan zu. Ende März sollten die Verhandlungen auf einem Hoftag in Würzburg zu Ende geführt werden. Dort soll Heinrich seinen Wunsch erklärt haben, Sizilien mit dem Reich zu verbinden und die Herrscher des Reichs einzig auf dem Erbweg zu bestimmen. Als Gegenleistung sollten die Fürsten ihre Lehen auch in weiblicher Linie vererben dürfen. Die Zustimmung der geistlichen Fürsten sollte durch den Verzicht auf das Regalienrecht (den Erhalt der Einkünfte einer geistlichen Besitzung während einer Sedisvakanz) gesichert werden. Die Fürsten scheinen dem Vorschlag des Kaisers wie auch der Wahl seines Sohnes zum König ihre Zustimmung gegeben zu haben. Bei Teilen der Fürsten, insbesondere denen aus dem sächsischen Raum, regte sich aber Unzufriedenheit über den Plan des Kaisers. Erzbischof Adolf von Köln erschien gar nicht erst auf dem Hoftag.
Im Juli 1196 zog Heinrich über Burgund nach Italien. Dort verhandelte er mit Coelestin III. über die Taufe und Königssalbung seines Sohnes durch den Papst, wofür der Kaiser öffentlich das Kreuz nehmen wollte. Um einen dauerhaften Ausgleich mit der Kurie zu erzielen, machte er dem Papst ein aus seiner Sicht höchstes Angebot. Da die Quellen über die Einzelheiten dieses Angebots schweigen, wurden vielfach Vermutungen über seinen Inhalt angestellt. Der Historiker Johannes Haller verband das Angebot mit den Geschehnissen während der Kaiserkrönung Heinrichs. Er folgerte, der Kaiser habe dem Papst die Lehnsherrschaft über das Reich angeboten. Die neuere Forschung nimmt an, Heinrich habe der Kurie die wertvollste Pfründe an jeder größeren Bischofskirche im Reich als Besitz zuweisen wollen. Der Papst lehnte Heinrichs Vorschläge jedoch ab, da eine Salbung Friedrichs durch den Papst auch als Akzeptanz der Herrschaft der Staufer über Sizilien hätte gewertet werden können. Dadurch wäre der Kirchenstaat von den Staufern endgültig eingekreist worden. In Deutschland sammelte sich währenddessen in Thüringen und Sachsen Widerstand gegen den Erbreichsplan. Wahrscheinlich wollten die Fürsten den Kaiser durch die Verzögerung der Vorbereitungen zum Kreuzzug zur Wiederaufnahme der Verhandlungen zwingen. Nachdem Heinrich verschiedene Mahnungen an die Fürsten gesandt hatte, nahmen einige auch die Zustimmung zur Wahl Friedrichs zurück. Da der Papst unter diesen Bedingungen weitere Gespräche verweigerte, entließ der Kaiser die Fürsten aus ihren Versprechungen. Daraufhin wählten die Fürsten Friedrich um die Weihnachtszeit 1196 in Frankfurt am Main zum römischen König.

### Früher Tod und Schwächung der staufischen Macht (1197)

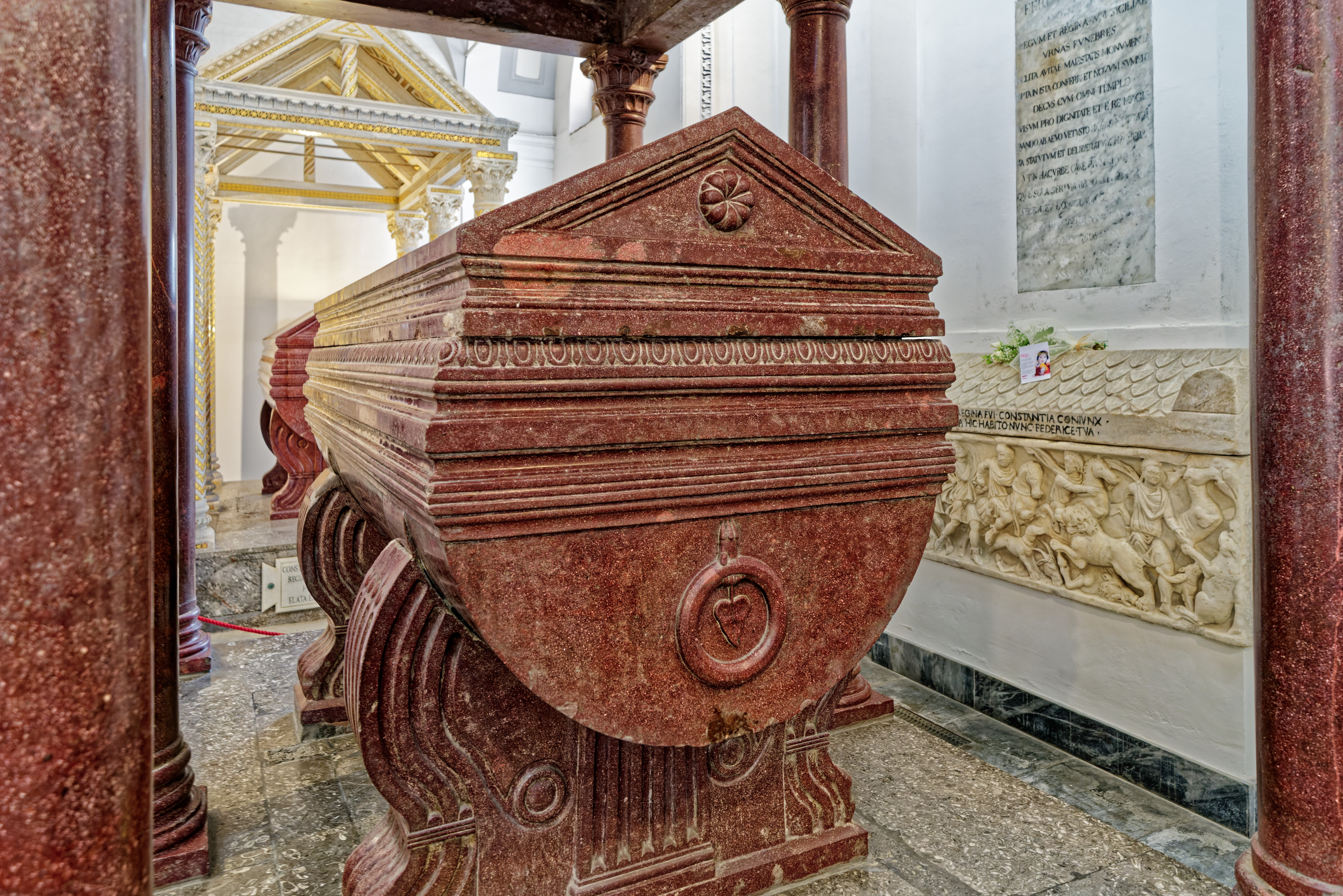
Sarkophage Heinrichs VI. (vorne) und seiner Ehefrau Konstanze in der Kathedrale von Palermo

Von Mittelitalien aus begab sich Heinrich Ende 1196 nach Capua, wo er den vom Ministerialen Diepold von Schweinspeunt gefangenen Grafen Richard von Acerra grausam hinrichten ließ. Im März 1197 betrat er sizilianischen Boden. In Palermo nahm er eine Überprüfung der Privilegien vor, die dem sizilianischen Adel zugestanden worden waren. Im Mai begab er sich zur Vorbereitung seines Kreuzzugs nach Messina. Dort erfuhr er von einer großangelegten Verschwörung sizilianischer Adeliger, die seine Ermordung und die Machtübernahme in Sizilien planten. Die bei Catania versammelten Aufständischen wurden von Markward von Annweiler und Heinrich von Kalden niedergeworfen. Ihrem Anführer, der sich in Castrogiovanni verschanzt hatte, ließ Heinrich eine glühende Krone auf den Kopf nageln. Coelestin III. und auch Heinrichs Frau Konstanze wurden der Beteiligung an dem Aufruhr verdächtigt. Letzteres wird von der Forschung eher kritisch gesehen.
Ende August soll den Kaiser auf der Jagd bei Fiumedinisi ein heftiger Schüttelfrost befallen haben. Erst gegen Ende September schien sich sein Zustand zu bessern, doch dann starb er am 28. September 1197 im Alter von 31 Jahren in Messina. Es wird vermutet, dass der Kaiser an den Spätfolgen einer Malaria starb, die er sich möglicherweise während der Belagerung Neapels 1191 zugezogen hatte. Es ging allerdings auch das Gerücht um, dass ihn seine Gattin Konstanze habe vergiften lassen.
Konstanze ließ Heinrich vorerst in Messina begraben. Wahrscheinlich Anfang Mai 1198 wurde Heinrich in einem Sarkophag aus Porphyr unter einem von sechs Porphyrsäulen getragenen Baldachin in der Kathedrale von Palermo beigesetzt.
In seinem Testament, dessen Inhalt freilich nur durch Innozenz III. überliefert wurde, verfügte er, dass dem Papst Gebiete in Mittelitalien zugestanden werden sollten, damit er Heinrichs Sohn zum Kaiser kröne. Im Fall, dass Friedrich und Konstanze ohne Nachkommen sterben sollten, sollte das Königreich Sizilien an den Papst fallen.
Nach Heinrichs Tod erfuhr das staufische Reich mehrere Krisen. In Deutschland wählten die staufischen Parteigänger Heinrichs jüngsten Bruder Philipp von Schwaben, die Welfen Otto IV. von Braunschweig, den Sohn Heinrichs des Löwen, zum König. In Rom bestieg 1198 Innozenz III. den Papstthron, der die Weltherrschaft der Staufer durch die Weltherrschaft des Papsttums ersetzen wollte. Im selben Jahr starb Konstanze, die in Sizilien die Regierung für den erst zweijährigen Friedrich übernommen hatte. In ihrem Testament setzte sie Innozenz als Vormund des jungen Friedrich ein. Der Kreuzzug erreichte ohne die Führung Heinrichs nur begrenzte Erfolge.

## Herrschaftspraxis Heinrichs

### Reisekönigtum
Heinrichs Herrschaft war in beständige Reiseaktivitäten eingebunden (Reisekönigtum). Als Aufenthaltsorte wählte Heinrich, entsprechend dem Herkommen, hierbei vor allem die Reichsbistümer und die Königsgüter. Hierbei überwiegt die Zahl und Dauer der Aufenthalte auf den Königsgütern im Vergleich zu denen auf Gebiet der Reichskirche. Somit wird bereits für Heinrichs Regierungszeit ein Rückgang der reichskirchlichen Servitien (Beherbergung des Königs und seines Gefolges) angenommen. Es lassen sich hier bereits für das 13. Jahrhundert typische Gegebenheiten feststellen, nämlich der Rückgang der Bedeutung der Reichskirche als Stütze der Königsherrschaft und die Verlagerung der Aufenthalte des Herrschers auf die eigenen Besitzungen.
Heinrich hielt sich vor allem in den Kernlandschaften des Reiches im Mittel- und Oberrheingebiet und im Maingebiet auf. Hingegen hat er sich im Vergleich zu der Regierungszeit seines Vaters nur selten in den sächsischen, bayrischen und niederrheinischen Raum bewegt. Dies geschah stets nur aus besonderen Gründen. Die geringe Anzahl von Aufenthalten im schwäbischen Raum wird dadurch erklärt, dass in diesem als staufischem Stammland keine dauerhafte Präsenz des Königs zur Herrschaftssicherung nötig war.
Allgemein wird für Heinrichs Regentschaft eine Schwächung der Königsmacht in den Randgebieten des Reiches festgestellt. Die Gebiete im Norden und Nordwesten des Reiches wurden von Heinrich kaum mehr direkt beherrscht. Legt man den Itinerarbefund Heinrichs zugrunde, lässt sich gegenüber der Herrschaftszeit seines Vaters eine stärkere Beschränkung auf die staufischen Kernräume und somit ein Rückgang der Zentralgewalt auch im sächsischen und bayerischen Raum konstatieren.
Der Historiker Theo Kölzer sieht in der Italienpolitik Heinrichs in Kontinuität zu der seines Vaters denn auch eine Überforderung der Möglichkeiten zur Machtausübung des Reisekönigtums der fränkisch-deutschen Herrscher. Es wäre aber ein Anachronismus, moderne Nützlichkeitserwägungen im Sinne der Sybel-Ficker-Kontroverse an die Italienpolitik anzulegen. Kölzer betrachtet das mit der Beherrschung Reichsitaliens verbundene Ziel der Erlangung der Kaiserkrone als Teil des religiös motivierten „herrscherlichen Selbstverständnisses in spätantik-karolingischer und christlicher Tradition“.

### Urkundenvergabe
Während der Reisen Heinrichs stellte seine Kanzlei Urkunden aus. Die Urkunden empfingen zumeist nur die Herrschaftsträger am jeweiligen Aufenthaltsort des Kaisers. Einzig im Rhein-Main-Gebiet wurden die Urkunden des Herrschers in größerem Maße überregional ausgestellt.
Von den ausgestellten Urkunden sind heute etwas mehr als 500 erhalten. 40 Prozent davon sind Originale. Zwei Drittel der Urkunden wurden an Empfänger italienischer Herkunft ausgestellt, was einen deutlichen Anstieg im Vergleich zur Herrschaft seines Vaters darstellt. Der Grund hierfür wird vor allem in dem erweiterten Empfängerkreis durch die Eroberung Siziliens gesehen. Eine Bevorzugung bei der Privilegienvergabe fand im Fall von staufischen Verbündeten am Niederrhein und in Sachsen statt, wo die Gegnerschaft zu Heinrichs Herrschaft besonders groß war. Im staufischen Kernland gab es kaum wichtige Privilegienvergaben, da der Kaiser hier darauf bedacht sein musste, seine Herrschaft möglichst nicht zu schwächen. Außerdem bevorzugte Heinrich die Städte des Reichs und den Zisterzienserorden bei der Urkundenausstellung.

### Personelle Stützen
Die Politik Heinrichs wurde maßgeblich im Bereich der kaiserlichen Kanzlei und Kapelle verwaltet. Die Namen der Angehörigen von Kapelle und Kanzlei sind allerdings nur in manchen Fällen bekannt, da die deutschen Notare in ihren Urkunden keinen Schreibvermerk (die Angabe des Verfassers einer Urkunde) verwendeten. So lässt sich ihre Zahl nur durch unterschiedliche Schriftbilder bestimmen.
Das Amt des Kanzlers bekleidete unter Heinrich VI. zunächst Diether von Katzenelnbogen. Nach dessen Tod während der Belagerung von Neapel 1191 blieb das Kanzleramt vorerst unbesetzt. Vermutlich wurde dessen Funktion vom Vertrauten des Kaisers dem Protonotar Heinrich von Utrecht, dem Bischof von Worms, ausgefüllt. Dass Heinrich 1192 Lothar von Hochstaden mit dem Kanzleramt betraute, wird eher als Maßnahme zu dessen zusätzlicher Legitimierung für die Lütticher Bischofswürde verstanden. 1194 besetzte der Kaiser das Amt des sizilianischen Kanzlers mit dem Protonotar Sigelo, der bereits kurz darauf verstarb. Im folgenden Jahr erhob Heinrich Konrad von Querfurt zum Kanzler, der gleichzeitig auf Betreiben des Kaisers zum Bischof von Hildesheim gewählt wurde.
Im Gegensatz zu der Zeit seines Vaters lässt sich für Heinrichs Regierung ein Absinken der Bedeutung des Kanzleramts feststellen. Erst durch Konrad von Querfurt erlangte das Amt wieder politische Bedeutung.
Gesandtschaften Heinrichs wurden zumeist von hochrangigen Geistlichen geleitet. Geistliche Reichsfürsten wie die Erzbischöfe Philipp von Köln oder Konrad von Mainz wirkten in ihrer Politik eher im Sinne des Kaisers. Mit kriegerischen Aufgaben betraute Heinrich Ministeriale wie Markward von Annweiler.
Stützen von Heinrichs Herrschaft unter den Reichsfürsten waren neben den Babenbergern in Österreich in erster Linie seine Familienangehörigen. Insbesondere sein Onkel Konrad und seine Brüder Otto, Konrad und Philipp (die beiden Letzteren hatten nacheinander die Herzogswürde in Schwaben inne) waren wichtige Vertreter der kaiserlichen Machtstellung, wenn sich Heinrich in Italien aufhielt.
In Italien hatte der Kaiser vergleichsweise wenige einheimische engere Gefolgsleute.

## Wirkung

### Zeitgenössische Quellen und Urteile
Das Leben Heinrichs VI. erschließt sich vor allem aus zeitgenössischen Urkunden und Chroniken. Heinrich ließ durch seine Kanzlei zahlreiche Urkunden ausstellen. Aus diesen Urkunden werden vor allem die Reisewege des Kaisers und die Personen, die sich in seiner Umgebung aufhielten, erkennbar. Hierdurch erhellen sie die Vorgänge bei Verhandlungen des Kaisers. Als Gegenstücke sind die Urkunden der Kurie zu betrachten, die die Vorgänge aus Sicht der anderen Vertragspartei zeigen.
Die Quellen aus dem Umfeld des staufischen Hofes werden aufgrund ihrer politischen Nähe zum Herrscherhaus teils auch als staufische Hofhistoriographie bezeichnet. An erster Stelle ist hier Gottfried von Viterbo zu nennen, der die enge Kontinuität der römischen Kaiser der Antike zu den staufischen Kaisern heraushob. Er verfasste das Speculum regum, das sich mit der Übergabe der Herrschaft von der Sintflut bis zu Heinrich befasst. Der Dichter und Theologe Petrus von Eboli widmete Heinrich seine Bilderchronik Liber ad honorem Augusti sive de rebus Siculis. Das möglicherweise um 1196 verfasste Werk beschreibt die Aktivitäten Heinrichs in Süditalien. Die Geschehnisse werden aus der Perspektive des kaiserlichen Herrschaftsanspruchs auf das Königreich Sizilien geschildert. Petrus war wohl bei vielen der von ihm berichteten Ereignisse selbst anwesend. Andere mag er durch seine Verbindung zum Hof, namentlich zum Kanzler Konrad von Querfurt erfahren haben. Mehrere weitere mit Heinrich befasste Werke des Petrus von Eboli sind verloren gegangen.
Weitere wichtige Überlieferungen stammen aus den Klöstern des süddeutschen Raumes. Ausgesprochen stauferfreundlich sind hier die Schriften Burchard von Ursbergs. Der Annalist des Klosters Marbach hat eventuell zeitweise selbst Aufträge im Dienste des Herrscherhauses ausgeführt. Distanzierter ist die Kaiserchronik des Otto von St. Blasien.
Andere Quellen haben nicht so sehr das Reichsganze im Blick, sondern berichten aus der regionalen Perspektive, wobei der Blickpunkt eher die Sichtweise der lokalen Fürsten widerspiegelt. Norddeutschland, so auch die Auseinandersetzungen mit den Welfen, werden aus der Geschichtsschreibung des Benediktiners und Welfenanhängers Arnold von Lübeck und des Chronists des Stiftes Steterburg ersichtlich. Aus Thüringen stammt die Chronik des Klosters Reinhardsbrunn, des Hausklosters der Landgrafen von Thüringen. Für die staufische Politik in Flandern ist der Bericht des Giselbert von Mons, Kanzler Balduins von Hennegau, von Bedeutung.
Ebenfalls Quellen für Heinrichs Herrschaft in Italien sind die Chroniken der ober- und mittelitalienischen Städte sowie die Werke des Bischofs Romuald von Salerno und des Notars Friedrichs II. Richard von San Germano.
Den befürwortenden Berichten aus dem deutschen Raum stehen eher negative Aussagen der englischen Chronisten gegenüber. Aus dem Bereich des englischen Hofs stammen die Schriften des Roger von Hoveden und des Gervasius von Tilbury. Besonders Roger von Hoveden nahm den Standpunkt des angevinischen Hofes ein und bewertete Heinrichs Handeln bedingt durch den Konflikt mit Richard Löwenherz eher negativ.
Zu erwähnen ist auch Joachim von Fiore, der Heinrich die Weltherrschaft prophezeite, und von diesem hierfür mit Stiftungen bedacht wurde.

### Weitere Rezeption
Dante erwähnt Heinrich in seiner Göttlichen Komödie nur indirekt in Zusammenhang mit seinem Sohn Friedrich: „Es ist das Licht der mächtigen Constanza,/ Die aus dem zweiten Sturm vom Schwabenlande [Heinrich VI.]/ Den dritten schuf und letzten Herrscherglanz.“ Eine weitere Erwähnung Heinrichs bleibt aus, sodass unklar bleibt, ob Dante ihn in Himmel oder Hölle angesiedelt hätte.

### Heinrich VI. in der Forschung
Die historische Forschung des 19. Jahrhunderts stellte Heinrichs VI. Herrschaft in vielen Punkten als den Höhepunkt der Stauferherrschaft dar und sah in ihr auch einen Höhepunkt nicht nur der deutschen mittelalterlichen Geschichte. Diese Sichtweise ist im Kontext auf die Herausbildung eines deutschen Nationalstaats zielender Wünsche zu sehen. Das Handeln der mittelalterlichen Herrscher wurde als Mehrung der „Ehre und Hoheit der deutschen Nation“ verstanden. Obgleich Heinrich VI. in Hinblick auf seine Popularität in der Nationalgeschichtsschreibung stets im Schatten seines Vaters stand, sah die frühere Forschung in seinem frühen Tod und der auf ihn folgenden Doppelwahl den entscheidenden Auslöser für den Machtverlust der Zentralgewalt im Reich und die Verlagerung der Herrschaftsgewalt hin zu den Fürsten. Die folgende territoriale Zersplitterung ließ Heinrichs Tod für die frühere Forschung dadurch umso mehr zur furchtbarsten Katastrophe der mittelalterlichen Geschichte Deutschlands werden.
Bereits Theodor Toeche beurteilt Heinrichs Herrschaft in seinem in romantisierendem Ton 1867 verfassten Werk als Vollendung dessen, „was sein großer Vater in Jahrzehnten vergebens erstrebt hatte. […] Mit seinem frühen Tode hat die Weltgeschichte eines der großartigsten Ereignisse, die Verwirklichung und Erprobung jener mittelalterlichen Ideale, und unser Volk eine seiner ruhmreichsten Erinnerungen eingebüßt.“
Beispielhaft hierfür steht auch das Urteil Herbert Grundmanns: Er sieht in Heinrichs Tod einen „epochalen Einschnitt nicht nur für die Geschichte Deutschlands“, einen „entscheidenden Wendepunkt“, mit dem „in vieler Beziehung“ bereits das Spätmittelalter eingesetzt habe.
Das Urteil der neueren Forschung ist in dieser Hinsicht weit differenzierter. Ingeborg Seltmann verweist auf die Beschränkung des persönlichen Aktionsraums Heinrichs im Reichsgebiet nördlich der Alpen auf die staufischen Machtzentren und wirft angesichts des Rückgangs kaiserlicher Macht im Norden und Nordwesten des Reiches die Frage auf „ob man die Regierungszeit Heinrichs VI. tatsächlich mit Recht immer wieder als den Zenit der Stauferherrschaft darstellen darf.“
Die aktuelle Forschung stellt die Befähigung Heinrichs zur Herrschaft aber keineswegs in Frage. Odilo Engels sieht ihn als „politisch überragende Persönlichkeit, die mit eiserner Willenskraft die zentrifugalen Kräfte (des staufischen Herrschaftsbereichs) zusammengehalten haben muß“. Allerdings wirft Theo Kölzer Heinrich vor, die Königsmacht nach außen hin zwar stark vertreten, im Innern jedoch die Stärkung der staufischen Hausmacht vernachlässigt zu haben. Kölzer betont vor allem den strukturellen Aspekt der Überdehnung der römisch-deutschen Königsherrschaft, die auf Dauer den Staufern zum Verhängnis geworden sei.

### Heinrichs „Grausamkeit“
Ein Schwerpunkt des Heinrichbildes im Laufe der Zeit lag in der Betonung seiner angeblichen Grausamkeit, wie sie vor allem im Kontext der Bestrafung von Gegnern im Königreich Sizilien gesehen wurde. Schon Papst Innozenz III. verglich Heinrichs Herrschaft in Sizilien mit dem „Wüten des Nordwindes“. Ebenso sah der Aufklärer Voltaire in Heinrichs Handeln eine Unterdrückung der mediterranen Zivilisation durch „nordische Barbarei.“ Heinrichs angebliche Grausamkeit, wie sie sich in einigen seiner Taten in Sizilien bei der Bekämpfung von Aufständischen widerspiegelte, wurde mit der Herkunft aus dem „barbarischen“, nördlichen Kulturkreis erklärt.
Das Urteil der Historiker des 19. und 20. Jahrhunderts war hier ebenfalls tendenziell zu Heinrichs Ungunsten aufgelegt. Milderte Theodor Toeche sein Urteil noch durch einen Hinweis auf die politische Notwendigkeit von abschreckenden Bestrafungen zum Erhalt der Königswürde in Sizilien ab, so konstatierte Dietrich Schäfer in seiner Deutschen Geschichte: „Vom Vater hatte er doch kaum etwas anderes als, krankhaft gesteigert, das Gefühl für Macht. Er entbehrte aller Eigenschaften, die Herzen gewinnen und Treue fesseln.“
Karl Hampe manifestierte dieses Urteil später, indem er Heinrich als grausamen, einzig der Staatskunst zugewendeten Herrscher beschrieb, der für „Gefühlswerte unzugänglich“ gewesen sei. Die jüngere Forschung, wie z. B. Theo Kölzer oder Peter Csendes, neigte diesem Urteil teils auch noch zu.
So betrachtet Peter Csendes Heinrich als einen fähigen und pragmatischen Machtpolitiker. Sein teilweise rücksichtsloses Vorgehen, wie im Fall der Preisgabe des Verbündeten Tusculum, hat ihm Eigenschaften wie Kälte und Grausamkeit angeheftet. Diese Eigenschaften stehen für Csendes durchaus im Gegensatz zu den virtutes regales, die in der typologischen Stilisierung eines mittelalterlichen Herrschers tonangebend waren.
Die Ergebnisse der Konfliktforschung sehen in den Hinrichtungen gegen Ende von Heinrichs Herrschaft hingegen lediglich normannische Traditionen der Konfliktführung am Werk, die in den normannischen Reichen und insbesondere im Königreich Sizilien aufgrund der geringen Herausbildung einer festen Führungsschicht existierten. Heinrich hat demnach die örtlichen Sanktionsmechanismen übernommen. Diese setzten im Gegensatz zu dem, auch von Heinrich, im Reich nördlich der Alpen praktizierten Verfahren von Vergebung durch Erneuerung der Freundschaft oder Unterwerfung, eher auf die abschreckende Wirkung, die durch die grausame Hinrichtung eines Gegners erzielt werden sollte. Gerd Althoff stellte hierzu fest: „Heinrich hat sich so wenig wie Friedrich Barbarossa oder Otto III. über alle Schranken hinweggesetzt. Er war vielmehr im Norden wie im Süden den Ritualen verpflichtet, die seine Zeit für die Führung und Beilegung von Konflikten praktizierte. […] Wenn man also bei ihm abartige Grausamkeit konstatiert, dann sollte man wissen, dass sich dieser Vorwurf gegen eine ganze Epoche richtet, nicht gegen eine einzelne Person.“